# رأس الشمال (النرويج)

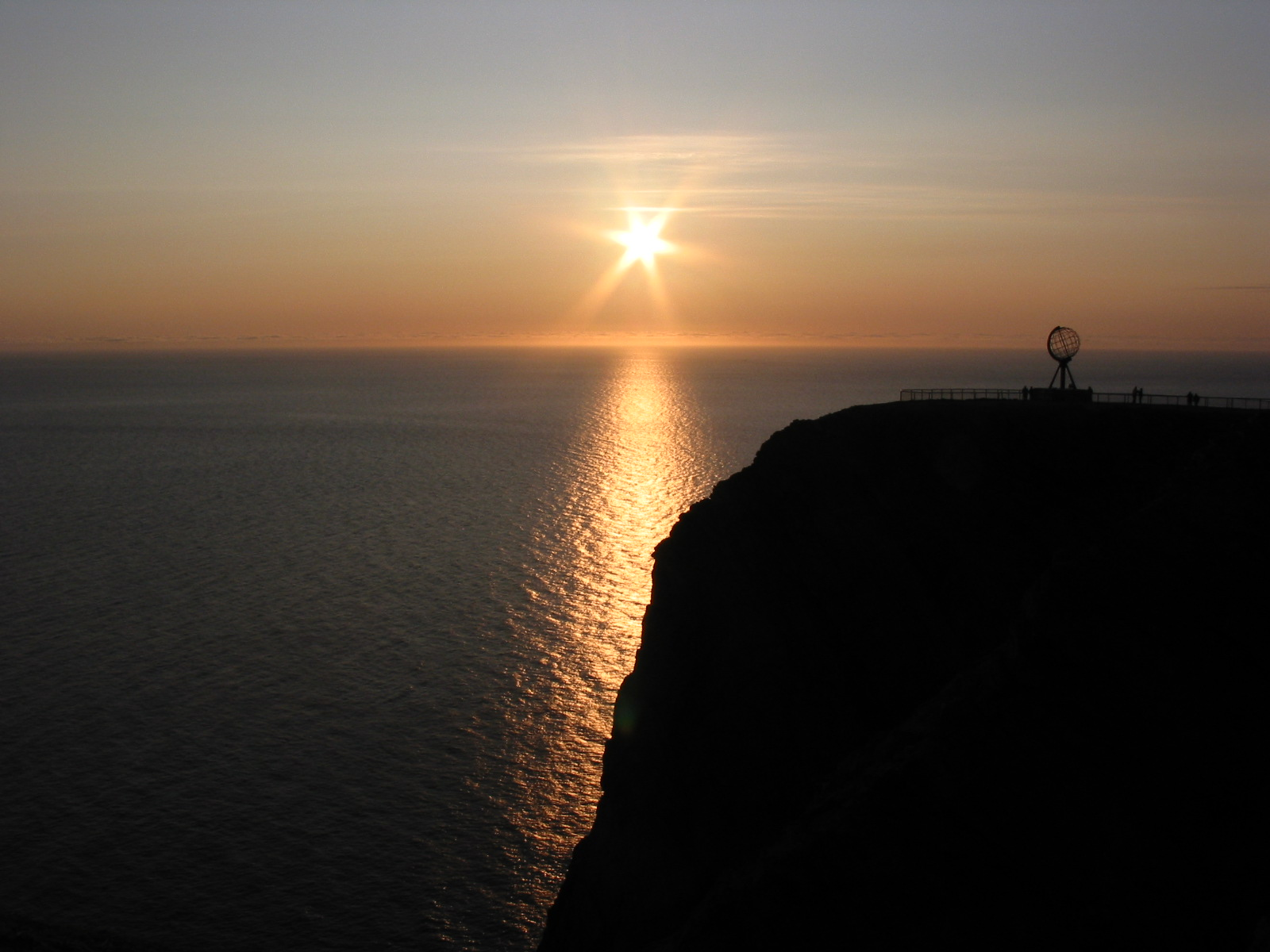
شمس منتصف الليل في رأس الشمال

رأس الشمال ((بالنرويجية: Nordkapp)‏؛ بلغة سامي الشمالية:Davvenjárga) يقع في أقصى شمال النرويج على شواطئ جزيرة ماغرويا ضمن بلدية نوردكاب في مقاطعة فينمارك، وهو الزاوية الشمالية القصوى في أوروبا. الطريق الأوروبي E69 السريع ينتهي في محطة رأس الشمال النرويج حيث يعتبر نقطة جذب سياحي شهيرة. الرأس يتضمن جرف عال 307 متراً (1,007 قدم) مع هضبة مسطحة كبيرة على الأعلى حيث يمكن للزوار الوقوف ومشاهدة الشمس منتصف الليل أو النظر إلى بحر بارنتس في الشمال. وقد شكل هذا المنحدر المهيب معلماً ملاحياً للبحارة منذ زمن بعيد. وتم بناء مركز للزوار جديد في عام 1988 على هضبة تطل على مناظر بانورامية ويضم مقهى ومطعم ومكتب للبريد ومتجر للهدايا التذكارية وما يسمى سينما سوبر فيديو.
حتى أواخر سبعينات القرن الماضي، تميز رأس الشمال في النرويج بانتشار منصات ضخمة لتجفيف الأسماك. واليوم باتت هذه الصناعة تعتمد على السمك المجلد والمملح، الذي ترسل كميات كبيرة منه من رأس الشمال إلى مرافق التجفيف على الساحل الغربي، ومن هناك تصدر إلى بلدان أوروبا وأميركا الجنوبية. ويضم أسطول الصيد في رأس الشمال قرابة 170 زورقاً تصطاد نحو 40 مليون كيلوغرام من الأسماك سنوياً.
«هأنذا في رأس الشمال، في آخر الدنيا». هذا ما دونه الكاهن والعالم فرنسيسكو نيغري في يومياته عام 1664. الرحلة التي قطعها على صهوة جواد وفي زلاجات وزوارق صيد استهلكت وقتاً طويلاً وصبراً جميلاً. لكن التصميم على بلوغ تلك البقعة، التي اعتبرها المكان الأكثر اثارة في العالم، لم يكن ليقاوم. أما اليوم، بعد ثلاثة قرون ونصف قرن، فيمكن زيارة المكان بسرعة وراحة أكبر.

## السكان
في غابر الأيام، كان سكان رأس الشمال يقيمون في أكواخ من الأعشاب، ويعتاشون أساساً من صيد الحيوانات والأسماك، ويتاجرون مع المسافرين شرقاً وغرباً. وعندما أصبحت صناعة الأسماك مجدية تجارياً في العصور الوسطى، انتقل الناس للعيش معاً في قرى صغيرة قريبة من مواقع الصيد، وبلغوا مناطق تتعرض لأقسى الأحوال المناخية. كانت حياة خطرة وشاقة، وكان رجل من كل أربعة رجال يموت في البحر، ويتولى جيرانه وأقرباؤه اعالة أسرته.
في القرن التاسع عشر بنى الاقطاعيون أعداداً كبيرة من الأكواخ على أراضيهم الساحلية، وأجَّروها للصيادين، فكانوا ينامون فيها ويحضرون طعامهم وينظفون ملابسهم ويصلحون شباكهم. وكانوا يبيعون صيدهم إلى مالكي الأراضي الذين يتولون تجفيفه وبيعه إلى التجار.
وكانت أنسب الظروف المناخية لتجفيف الأسماك عند قدوم سمك القد إلى الشاطئ ليضع بيضه أو ليتغذى خلال فصل الشتاء البارد من كانون الثاني (يناير) إلى نيسان (أبريل). وكان القد المصاد ينظف على الفور ويعلق في الهواء الطلق ليجف على منصات التجفيف.

## الجزر الجبلية
في أقصى الشمال الشرقي تقع شبه جزيرة فارانغر. ومن غابات البتولا والمستنقعات في محمية فارانغربوتن، تمتد الطريق متعرجة في أرض مقفرة بمحاذاة أجراف الطيور الشاهقة ومواقع صيد الأسماك. وفي أقصى نقطة شرقاً بين فاردو وهامنينغبيرغ، تتجه الطريق شمالاً في أرض تشبه سطح القمر بين منحدرات مثلمة إلى اولتيما ثول، «نهاية الأرض»، لتلتقي ببحر بارنتس الشديد البرودة. في هذه القفار القطبية لا توجد ثغرة بين الجبال والبحر. وفي الصيف القطبي القصير، يحل الدفء القادم من سيبيريا مكان ضباب المحيط الجليدي، والنهار لا ينتهي. وفي الليل الشتائي القطبي تهب عواصف عاتية.
مخزونات الأسماك على الشاطئ الشديد البرودة وموجات الهجرة البشرية والتجارة حولت فارانغر إلى مصهر قطبي للشعوب والثقافات. وقربها من روسيا والهجرة الفنلندية وعادات شعب السامي الأصلي كونت نسيجاً رائعاً من الثقافات والتاريخ. فارانغر القطبية، بمناظرها الطبيعية ومستوطناتها الفريدة وشفقها القطبي وسمائها اللامتناهية وأفقها الواسع وشعبها الودود، تجربة من خارج المألوف.
وفي أقصى الشمال الغربي تمتد مجموعة جزر لوفوتن كجدار من الجبال في البحر. جزر شاهقة وخلجان صغيرة محمية وامتدادات ومساحات عذراء واسعة.
السكان الأوائل قدموا اليها منذ نحو 6000 سنة، وعاشوا على صيد الأسماك والحيوانات. وكانت الجزر في ذلك الوقت مكسوة كلها بغابات مديدة من أشجار الصنوبر والبتولا، تسرح فيها الدببة وأيائل الرنة والوشق والقندس. وكان البحر يعج بالأسماك والفقم والحيتان. وزرعت الحبوب فيها منذ 4000 سنة.
شكل سمك القد المجفف السلعة الرئيسية في تجارة السكان منذ مئات السنين. وكان يصدر إلى أنحاء أوروبا، وما زالت إيطاليا السوق الأهم للسمك المقدد العالي الجودة الآتي من لوفوتن.
تزخر جزر لوفوتن بتشكيلة من طيور الغابات والمستنقعات والبراري والبحار، وأنواع كثيرة مهاجرة تمر بها كل ربيع وخريف. ويزدهر النسر الأبيض الذيل حيث إحدى أكبر تجمعاته في العالم. وتضج بعض المستوطنات بمئات آلاف الطيور البحرية التي يمكن سماعها ورؤيتها تشارك في اوركسترا من الأصوات والألوان. وتشاهد في مياهها الفقم والحيتان القاتلة.

## البيئة
حتى في هذه الأصقاع القاحلة شبه القطبية يفاجئ المرء بوفرة الحياة النباتية والحيوانية. فقد تم تسجيل أكثر من 200 نوع من النباتات، ومنها أنواع نادرة جداً مثل الأوركيديا الصغيرة Chamorchis alpina التي لا تعيش إلا في المناطق القطبية الشمالية. وهناك الكثير من الفريز (الفراولة) والتوت البري الجبلي وتوت العليق الأسود والعنبيات. وفي الصيف «يغوص» المرء وسط أعشاب يصل ارتفاعها حتى الركبة في واحات هادئة، ويجمع الثوم البري، ويتمتع بمروج زهرة الطرليوس (globeflower) الصفراء الذهبية. ولا توجد غابات كثيفة، فحزام الغابات يمتد على بعد 150 كيلومتراً جنوباً من رأس الشمال.
على طول الأجراف الصخرية الشاهقة تعيش أنواع كثيرة من الطيور البحرية. بعضها تأتي لتحتضن بيضها، ثم تمضي بقية أيام السنة باحثة عن طعام في أعالي البحار. وتوجد في محمية جيسفيرستابان الطبيعية إحدى أكبر الملاذات الصخرية للطيور، حيث يعشش البفن والموسوي المنقار والنورس والأطيش والغاق والغلموت وعقاب البحر. أما في الجبال، فان الطائر السائد هو الطهيوج الجبلي (Lugupus mutu).
يزخر البحر أيضاً بثروة حيوانية. فهناك الحيتان القاتلة (أوركا) والحيتان البيضاء وحيتان المنك والدلافين وخنازير البحر. كما توجد الفقمة الرمادية ذات الوجه الشبيه بوجه الحصان والتي تعتبر الأكثر تميزاً بين أنواع الفقم المحلية.
وقد ارتفعت أعداد القضاعة (ثعلب الماء) بعد الحماية. والثدييات البرية الأكثر انتشاراً تشمل الأرنب والقاقم وابن عرس والمنك. وفي المناطق الداخلية تجمعات من الثعلب الأحمر وأعداد قليلة من الثعلب القطبي المحمي (Alapex lagopus).
لم يبقَ في رأس الشمال مزارع لتربية المواشي. ولكن في الصيف تمتلئ المنطقة بأيائل الرنة. وفي نيسان (أبريل) من كل عام، تقود العشائر الست الباقية من شعب «السامي» الأصلي قطيعاً من أيائل الرنة قوامه 6000 رأس من كاراسيوك إلى الأراضي الرعوية الصيفية في ماغيرويا. وفي أيلول (سبتمبر) يذبح جزء من القطيع، ويساق الباقي في طريق العودة مسافة 300 كيلومتر إلى الأراضي الرعوية الشتوية في الأجزاء الداخلية من فينمارك.